# Llei Orgànica d'Harmonització del Procés Autonòmic
Llei Orgànica d'Harmonització del Procés Autonòmic, més coneguda com a LOAPA (sigles del nom en castellà de la llei) fou una llei orgànica aprovada per les Corts Generals el 30 de juny de 1982 mercès a un pacte subscrit entre el PSOE i la UCD. La idea va sorgir després del Cop d'estat del 23 de febrer a partir d'un informe de l'advocat Eduardo García de Enterría. Entre altres coses, preveia que la transferència de competències es realitzaria progressivament segons la capacitat de cada comunitat autònoma fins a arribar a equiparar-les totes.
CiU i Partit Nacionalista Basc contestaren amb la presentació d'un recurs d'inconstitucionalitat perquè van considerar que els Estatuts, textos amb caràcter constitucional, no podien estar limitats per una llei estatal. El 13 d'agost de 1983 el Tribunal Constitucional d'Espanya declarà anticonstitucional 14 dels 38 articles de la Llei. Amb la part que es va salvar es va aprovar la Llei 12/1983, de Procés Autonòmic.

## Reacció a Catalunya
L'aprovació de la llei va provocar un clima de crispació política a Catalunya, ja que es va considerar com un atac a l'autogovern i un gir a la dreta del govern espanyol, i provocà enfrontaments verbals entre els dirigents de CiU i els del PSC, que havien votat a favor de la llei. Això donà lloc a una gran manifestació convocada per la Crida a la Solidaritat el 13 de març de 1983, en què assistiren més de 300.000 persones, entre les quals alguns dirigents socialistes catalans a títol personal.